# Bosna (novine)
Bosna je bosanskohercegovački list tiskan u Sarajevu. Bio je službeni list Vlade Bosanskog vilajeta.

## Povijest
Četrdeset dana nakon izlaska prvog broja lista Bosanski vjestnik, počelo je tiskanje i službenog lista Bosna, koja je kao i Bosanski vjestnik tiskana u Sopronovoj pečatnji. Razlog zašto Bosanski vjestnik i Bosna nisu usporedo pokrenute je što Sopron nije imao dovoljno turskih slova što je bilo potrebno za Bosnu koja je bila dvojezična novina.
Bosna je bila službeni list bosanske vilajetske vlade koji je izlazio tjedno. Bosanski Vjestnik je objavio o prvom broju Bosne, da službene novine razdjeljuju svoj sadržaj na dva dijela, na službeni i neslužbeni, navodeći da "ovaj posljednji saopštava obično onakove iste vijesti, koje i drugi listovi saopštavaju, ali to biva samo u toliko, u koliko to vlada za probitačno nalazi, da pokaže, kako ona o takovim stvarima misli".

## Vanjske poveznice
- Naslovnice prvih novina: Osmanski period